# Birds of Prey
Birds of Prey (and the Fantabulous Emancipation of One Harley Quinn) és una pel·lícula de superherois dels Estats Units de 2020 basada en el còmic del mateix nom de DC Comics. Distribuïda per Warner Bros Pictures, és la vuitena entrega de l'univers estès de DC i una continuació de L'esquadró suïcia (2016). Va ser dirigida per Cathy Yan i escrita per Christina Hodson i és protagonitzada per Margot Robbie, Mary Elizabeth Winstead, Jurnee Smollett-Bell, Rosie Pérez, Chris Messina, Ella Jay Baco, Ali Wong i Ewan McGregor. La pel·lícula segueix Harley Quinn mentre uneix forces amb Helena Bertinelli, Dinah Lance i Renee Montoya per salvar Cassandra Cain del líder criminal de Gotham City, Roman Sionis. S'ha subtitulat al català.
Robbie, que també va ser-ne productora, va proposar la idea de Birds of Prey a Warner Bros. el 2015. La pel·lícula es va anunciar el maig de 2016, amb Hodson contractada per escriure'n el guió aquell novembre, seguida per Yan esdevenint directora l'abril de 2018. La majoria del repartiment va ser confirmat el desembre de 2018. El rodatge va tenir lloc del gener a l'abril de 2019 al centre de Los Angeles i el setembre de 2019 se'n va fer un rodatge addicional.
Birds of Prey és la primera pel·lícula de DCEU i la segona producció de DC Films que ha estat classificada R per la Motion Picture Association of America. La pel·lícula es va estrenar a Ciutat de Mèxic el 25 de gener de 2020, i va ser estrenada als Estats Units en IMAX, Dolby Cinema i 4DX el 7 de febrer de 2020. Va recaptar 201 milions de dòlars a tot el món, convertint-se en la sisena pel·lícula més taquillera del 2020, però quedant per sota del punt de rendibilitat calculat de 250 a 300 milions de dòlars. La pel·lícula va rebre elogis dels crítics pel seu estil visual, la direcció de Yan i la interpretació de Robbie, però crítiques del guió de Hodson.

## Sinopsi
Després de separar-se del Joker, Harley Quinn s'uneix a les superheroïnes Canari Negre, Caçadora i Renée Montoya per salvar una nena d'un malvat criminal.

## Repartiment
- Margot Robbie com a Harleen Quinzel / Harley Quinn: expsiquiatra que es converteix en una delinqüent folla i amiga i còmplice del Joker al final de L'esquadró suïcida. Des d'aleshores la parella ha trencat.[32]
- Mary Elizabeth Winstead com a Helena Bertinelli / Caçadora: vigilant que és la filla òrfena del gànsgter Franco Bertinelli.[33][34][35]
  - Ella Mika n'interpreta la versió jove durant escenes flashback.[36]
- Jurnee Smollett-Bell com a Dinah Lance / Canari Negre:[33][34][37] vigilant amb l'habilitat metahumana de crits supersònics, que hereta de la seva mare. És cantant al club propietat de Sionis.[38][39][40]
- Rosie Perez com a Renee Montoya:[41][42] detectiu alcohòlica i cínic del departament de policia de Gotham City que porta el cas contra Sionis.
- Chris Messina com a Victor Zsasz: assassí de la màfia descontrolat i sequaç de Sionis que es fa un tall a la pell com a marca cada vegada que fa una víctima.[43]
- Ella Jay Basco com a Cassandra Cain: noia jove buscada per Sionis després que li robi un diamant valuós.[41][44]
- Ali Wong com a Ellen Yee: ex-xicota de Montoya i fiscal de districte de Gotham City.[43][45]
- Ewan McGregor com a Roman Sionis / Black Mask: líder del crim brutal i narcissista que amenaça Cassandra i Harley.[46][47]

A més, Steven Williams hi interpreta el capità Patrick Erickson, el superior de Montoya a la policia de Gotham City; Dana Lee interpreta Doc, amiga de Quinn que és propietària d'un restaurant taiwanès; François Chau interpreta el senyor Keo, un líder del crim rival de Sionis; Derek Wilson interpreta Tim Munroe, un detectiu de la policia de Gotham City; Matt Willig interpreta Happyman, un exsequaç que treballava pel Jòquer i Stefano Galante; i la cara del qual va ser tatuada per Quinn i el Joker; i Bojana Novakovic interpreta Erika, patrona d'un club nocturn assetjada per Sionis. Quinn és atacada. Charlene Amoia i Paul Lasa interpreten respectivament Maria i Franco Bertinelli, la mare i el pare d'Helena; Robert Catrini interpreta Stefano Galante, el líder de la màfia que va matar la família Bertinelli.
El Joker hi apareix a través d'efectes d'animació especial durant una seqüència de salt enrere, així com a través de l'ús de gravacions d'arxiu de Jared Leto de L'esquadró suïcida i d'un actor doble, Johnny Goth. Es van fer servir aquestes tècniques perquè Leto no estava disponible durant el rodatge. També hi apareix una fotografia de Jai Courtney com a George "Digger" Harkness / capità Boomerang

## Futur
El personatge de Harley Quinn, interpretat per Margot Robbie, apareixerà a The Suicide Squad. Cathy Yan va dir que estaria interessada a dirigir una seqüela que explorés la relació de Harley Quinn amb Poison Ivy.